# Eilema brevimacula
Eilema brevimacula är en fjärilsart som beskrevs av Alphéraky 1897. Eilema brevimacula ingår i släktet Eilema och familjen björnspinnare. Inga underarter finns listade i Catalogue of Life.